# Sistotrema autumnale
Sistotrema autumnale é uma espécie de fungo pertence à família Hydnaceae.